# Râul Buda, Râmnicul Sărat
Râul Buda este un curs de apă, afluent al Râmnicului Sărat. 